# Charles Francis Richter

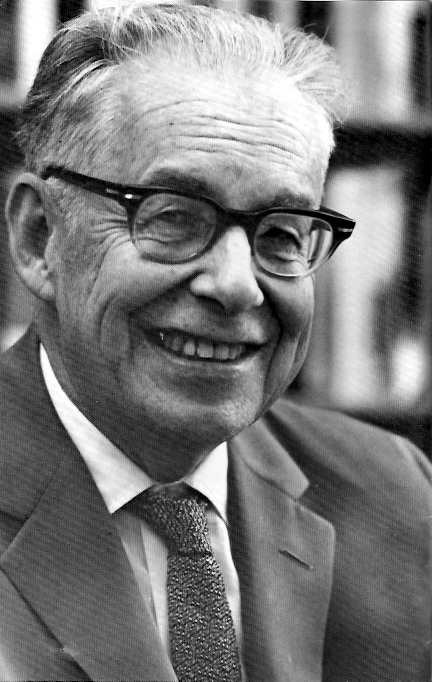
Charles Francis Richter

Charles Francis Richter (26 tháng 4 năm 1900 – 20 tháng 4 năm 1985) là một nhà nghiên cứu địa chấn (động đất) sinh ra ở Hamilton, Ohio, Hoa Kỳ. Ông nổi tiếng vì tạo ra đơn vị đo động đất xác định được mức độ động đất. Ông cũng là người đầu tiên sử dụng hệ thống đo này năm 1935 khi phát triển nó cùng với sự hợp tác Beno Gutenberg, cả hai cùng làm việc ở Viện Công nghệ California (California Institute of Technology) tại Pasadena, California lúc đó.